# 钱德雷哈-德凯哈
钱德雷哈－德凯哈（西班牙語：Chandreja de Queija），是西班牙加利西亚自治区奥伦塞省的一个市镇。总面积172平方公里，总人口844人（2001年），人口密度5人/平方公里。